# گرومیوم
گرومیوم یا کسی اژدها یک ستاره است که در صورت فلکی اژدها قرار دارد.